# Gouvernement Dissanayaka II
Dissanayaka I 
Le gouvernement Dissanayaka II est le gouvernement du Sri Lanka depuis le 18 novembre 2024.

## Historique
Le 22 septembre, Anura Kumara Dissanayaka est déclaré vainqueur de l'élection présidentielle de 2024. Arrivé largement en tête devant le chef de l'opposition Sajith Premadasa et le président sortant Ranil Wickremesinghe, son avance lui permet de remporter la victoire.
Le 24 septembre, Anura Kumara Dissanayaka nomme Harini Amarasuriya au poste de Première ministre et dissout le Parlement en vue des élections législatives srilankaises de 2024.
Le scrutin est remporté par le Pouvoir populaire national du nouveau président Anura Kumara Dissanayaka. Celui-ci remporte ainsi la majorité des deux-tiers, qui lui permet de faire voter ses réformes, ainsi que sa réforme de la Constitution. Le 16 novembre, le secrétaire général du parti au pouvoir, Tilvin Silva, confirme que la nouvelle Constitution sera adoptée par voie parlementaire, puis soumise à un référendum.

## Composition
| Portefeuille | Titulaire | Titulaire                | Parti |
| --- | --------- | ------------------------ | ----- |
| Président de la République Ministre de la Défense Ministre des Finances, du Développement économique, de la Formulation des politiques, de la Planification et du Tourisme Ministre de l'Économie digitale |           | Anura Kumara Dissanayaka | JVP   |
| Première ministre Ministre de l'Éducation, de la Science et de la Technologie |           | Harini Amarasuriya       | JVP   |
| Ministre des Affaires étrangères |           | Vijitha Herath           | JVP   |
| Ministre de l'Administration publique, des Conseils provinciaux et des Collectivités locales |           | Chandana Abayaratna      | JVP   |
| Ministre de la Justice et de l’Intégration nationale |           | Harshana Nanayakkara     | JVP   |
| Ministre des Affaires féminines et de l'Enfance |           | Saroja Savithri Paulraj  | JVP   |
| Ministre de l'Agriculture, de l'Élevage, des Terres et de l'Irrigation |           | KD Lalkantha             | JVP   |
| Ministre du Développement urbain, de la Construction et du Logement |           | Anura Karunathilake      | JVP   |
| Ministre des Pêches et des Ressources aquatiques et océaniques |           | Ramalingam Chandrasekar  | JVP   |
| Ministre du Développement rural, de la Sécurité sociale et de l'Autonomisation des communautés |           | Pannilage Upali          | JVP   |
| Ministre des Pêches et des Ressources aquatiques et océaniques |           | Ramalingam Chandrasekar  | JVP   |
| Ministre de l'Industrie et du Développement de l'entreprenariat |           | Sunil Handunnetti        | JVP   |
| Ministre de la Sécurité publique et des Affaires parlementaires |           | Ananda Wijepala          | JVP   |
| Ministre des Transports, des Routes, des Ports et de l'Aviation civile |           | Bimal Rathnayaka         | JVP   |
| Ministre de Bouddha Sasana et des Affaires religieuses et culturelles |           | Hiniduma Sunil Senevi    | JVP   |
| Ministre de la Santé Porte-parole du gouvernement |           | Nalinda Jayatissa        | JVP   |
| Ministre des Plantations et des Infrastructures communautaires |           | Samantha Vidyaratna      | JVP   |
| Ministre de la Jeunesse et des Sports |           | Sunil Kumara Gamage      | JVP   |
| Ministre du Commerce, de l'Industrie, de la Sécurité alimentaire et du Développement coopératif |           | Wasantha Samarasinghe    | JVP   |
| Ministre de la Science et de la Technologie |           | Krishantha Abeysena      | JVP   |
| Ministre du Travail |           | Anil Jayantha            | JVP   |
| Ministre de l'Énergie |           | Kumara Jayakody          | JVP   |
| Ministre de l'Environnement |           | Dammika Patabendi        | JVP   |